# 志田ただし
志田 ただし（しだ ただし、本名：志田 正博（しだ まさひろ）、1961年10月25日 - 、蠍座・O型）は、日本の男性アニメーター、キャラクターデザイナー。神奈川県出身。
過去に志田正博、広田正志名義で表記されていた時期もあった。専門学校東京デザイナー学院（現・専門学校東京クールジャパン）アニメーション科を卒業後、スタジオジャイアンツに入社。同スタジオ退社後は、フリーのアニメーターとして活躍中である。

## 参加作品

### テレビアニメ
1993年
- 剣勇伝説YAIBA（作画監督）※広田正志名義

1984年
- Gu-Guガンモ（1984年 - 1985年、作画監督）

1989年
- 天空戦記シュラト（作画監督）※広田正志名義

1992年
- 花の魔法使いマリーベル（1992年 - 1993年、絵コンテ・作画監督）※広田正志名義

1996年
- 機動戦艦ナデシコ（1996年 - 1997年、絵コンテ）※広田正志名義

1998年
- ああっ女神さまっ 小っちゃいって事は便利だねっ（作画監督）
- 聖ルミナス女学院（作画監督）
- よいこ（1998年 - 1999年、キャラクターデザイン・作画監督）

1999年
- パワーストーン（キャラクターデザイン・作画監督）
- 宇宙海賊ミトの大冒険（原画）
- 魔法使いTai!（作画監督）

2000年
- OH!スーパーミルクチャン（メインアニメーター・作画監督・原画）
- とっとこハム太郎（2000年 - 2011年、作画監督）
- 真・女神転生デビチル（2000年 - 2001年、作画監督）
- へろへろくん（作画監督）

2001年
- シスター・プリンセス（作画監督）

2002年
- あずまんが大王（OP原画）
- 真・女神転生Dチルドレン ライト&ダーク（2002年 - 2003年、キャラクターデザイン・総作画監督・作画監督）

2003年
- 超ロボット生命体トランスフォーマー マイクロン伝説（作画監督）
- D.C. 〜ダ・カーポ〜（絵コンテ・作画監督）
- TEXHNOLYZE（原画）

2004年
- ニニンがシノブ伝（OP原画）
- ゾイドフューザーズ（OP・ED原画）
- スクールランブル（ED原画）

2005年
- 涼風（キャラクターデザイン）
- こいこい7（OP・ED作画監督）
- 格闘美神 武龍（OP1原画）

2006年
- 鍵姫物語 永久アリス輪舞曲（作画監督）
- ワンワンセレプー それゆけ!徹之進（キャラクターデザイン【関修一と共同】）
- スクールランブル 二学期（作画監督）
- ふしぎ星の☆ふたご姫 Gyu!（作画監督）
- ときめきメモリアル Only Love（原画）

2007年
- レ・ミゼラブル 少女コゼット（総作画監督・OP作画監督）
- もえたん（OP原画）
- 名探偵コナン（原画・ED原画）
- 獣神演武 -HERO TALES-（2007年 - 2008年、原画）
- こどものじかん（OP原画）
- 家庭教師ヒットマンREBORN!（原画）

2008年
- ストライクウィッチーズ（ED絵コンテ・演出・作画監督・原画）
- 魍魎の匣（原画）
- ロザリオとバンパイア CAPU2（原画）
- 鉄のラインバレル（2008年 - 2009年、原画）

2009年
- みなみけ おかえり（OP原画）
- 咲-Saki-（OP2原画）

2010年
- WORKING!!（原画）
- ジュエルペット てぃんくる☆（2010年 - 2011年、ED原画・原画）
- 薄桜鬼（原画）
- ストライクウィッチーズ2（キャラ作画監督、ED絵コンテ・演出・作画）
- バトルスピリッツ ブレイヴ（OP原画）
- 薄桜鬼 碧血録（原画）

2011年
- 夢喰いメリー（原画）
- IS 〈インフィニット・ストラトス〉（原画）
- Dororonえん魔くん メ〜ラめら（原画）
- THE IDOLM@STER（原画）
- うさぎドロップ（原画）
- WORKING'!!（原画）
- 夏目友人帳 参（原画）
- 輪るピングドラム（原画）
- ジュエルペット サンシャイン（2011年 - 2012年、原画）

2012年
- アクエリオンEVOL（原画）
- 緋色の欠片（原画）
- 咲-Saki- 阿知賀編 episode of side-A（原画）
- アクセル・ワールド（原画）
- じょしらく（原画）※志田正博名義
- トータル・イクリプス（原画）

2013年
- ジュエルペット ハッピネス（2013年 - 2014年、原画）
- とある科学の超電磁砲S（原画）
- サーバント×サービス（原画）
- 戦姫絶唱シンフォギアG（原画）

2014年
- 咲-Saki- 全国編（原画）
- バディ・コンプレックス（原画）
- ハピネスチャージプリキュア!（2014年 - 2015年、原画）

2018年
- ちおちゃんの通学路（作画監督）

2024年
- 戦国妖狐 千魔混沌編（作画監督・原画）

2025年
- ギルドの受付嬢ですが、残業は嫌なのでボスをソロ討伐しようと思います（作画監督）

### 劇場アニメ
- 劇場版ポケットモンスター 結晶塔の帝王 ENTEI（デザインワークス）
- 劇場版 金色のガッシュベル!! 101番目の魔物（原画）
- 空の境界（原画）
- 魔法少女リリカルなのは The MOVIE 1st（原画）
- 昆虫物語 みつばちハッチ〜勇気のメロディ〜（原画）
- 映画ジュエルペット スウィーツダンスプリンセス（原画）
- 映画 スマイルプリキュア! 絵本の中はみんなチグハグ!（原画）
- 映画 ドキドキ!プリキュア マナ結婚!!?未来につなぐ希望のドレス（原画）

### OVA
- 夢次元ハンターファンドラ Part.1 レム・ファイト編（作画監督）※志田正博名義
- ボディジャック 楽しい幽体離脱（キャラクターデザイン）
- 湘南純愛組! 第2巻（キャラクターデザイン・作画監督・絵コンテ）※広田正志名義
- 同級生2（キャラクターデザイン・作画監督）※広田正志名義
- 宝魔ハンターライム（作画監督）※広田正志名義
- ミネルバの剣士（作画監督）※広田正志名義
- パンツァードラグーン（作画監督補）※広田正志名義
- エイリアン9（原画）
- SEXFRIEND〜セックスフレンド〜（18禁、キャラクターデザイン・作画監督）
- 一撃殺虫!!ホイホイさん（原画）
- 東京大学物語（キャラクターデザイン・作画監督）
- Happy World!（原画）
- まかせてイルか!（原画）
- イリヤの空、UFOの夏（総作画監督・作画監督）
- スクールランブル三学期（原画）
- こわれかけのオルゴール（原画）
- Baby Princess 3Dぱらだいす0（ラブ）（原画・ED原画）
- シンドバッドの冒険（原画）